# Samurai Warriors: Spirit of Sanada
Samurai Warriors: Spirit of Sanada, connu au Japon sous le nom de Sengoku Musou ~Sanada Maru~ (戦国無双 ～真田丸～)  est un jeu vidéo de hack 'n' slash de Koei Tecmo via sa filiale de développement, Omega Force. Il s'agit d'un spin-off de Samurai Warriors 4, qui fait partie de la série Samurai Warriors, qui à son tour est un spin-off de la longue série Dynasty Warriors, qui sont également des jeux de hack and slash. Il est sorti le 23 novembre 2016 au Japon pour coïncider avec la diffusion de l'épisode du Taiga drama de NHK TV Sanada Maru. Il est sorti en Amérique du Nord et en Europe en 2017.

## Développement
L'existence du jeu a été révélée pour la première fois dans un calendrier de sortie de Dengeki PlayStation dans un numéro daté du 12 juillet 2016. Famitsu l'a confirmé plus tard le 14 juillet 2016 avec les premiers détails et captures d'écran, y compris la nature de sa collaboration avec le Taïga Drame Sanada Maru. Le 4 août 2016, un livestream a été diffusé, divulguant plus d'informations, y compris la date de sortie du jeu le 23 novembre 2016, une bande-annonce officielle a été publiée peu de temps après sur YouTube. La version actuelle du jeu est la 1.05 qui est sortie en juillet 2017. Le 6 juin 2017, divers ensembles d'armes ont été publiés en tant que DLC. Les possesseurs de PS4 Pro ont la possibilité de jouer en 4K.

## Système de jeu
Le joueur contrôle un personnage à travers le champ de bataille contre une armée de soldats ennemis dans le but ultime de tuer le commandant ennemi, bien que le joueur soit encouragé à atteindre des objectifs secondaires qui augmenteront le moral des alliés du joueur ou obtiendront des récompenses. Spirit of Sanada réutilise le moteur de Samurai Warriors 4 et ses extensions et conserve le style de jeu et les fonctionnalités de ce jeu,.

## Histoire
Comme la série principale, Spirit of Sanada explore et romantise la période Sengoku au Japon, une période de conflit politique et militaire impliquant les daimyos et leurs clans, levant des armées pour se battre les uns contre les autres pour le pouvoir. Alors que la franchise principale présente plusieurs points de vue des différentes factions, Spirit of Sanada se concentre sur un clan particulier, les Sanada, dirigés par Masayuki et ses fils, Nobuyuki et Yukimura pendant la période Sengoku. La chronologie du jeu est d'environ 54 ans (de 1561 à 1615).

## Personnages
Le jeu présente l'intégralité des personnages de Samurai Warriors 4 et de ses extensions et ajoute des nouveaux officiers jouables. Il existe également plusieurs incarnations différentes de celles existantes pour s'adapter à la chronologie du jeu. Au total, le nombre s'élève à 61, sans compter les différentes apparitions.
Les nouveaux personnages sont :
- Masayuki Sanada : Le chef du clan Sanada à la fin de la période Sengoku et le père de Lady Muramatsu, Nobuyuki et Yukimura . Masayuki est jouable dans ses apparitions de jeunes et de plus âgés. Son arme est une Bardiche avec une bannière.
- Chacha : Une concubine de Hideyoshi Toyotomi et une des trois fille de Nagamasa Azai et Oichi. Chacha est jouable dans ses incarnations d'enfant et de jeune adulte. Son arme est un kanzashi.
- Sasuke : Un ninja entraîné par Hattori Hanzō et assistant de Yukimura Sanada. Ses armes sont une paire de lames aux bras.
- Katsuyori Takeda : fils de Shingen et son successeur, à la tête du clan Takeda. Son arme est une lance.
- Hidetada Tokugawa : fils d'Ieyasu et héritier du clan Tokugawa. Hidetada est jouable dans ses apparitions de jeunes et de plus âgés. Son arme est une épée.

PNJ :
Lady Muramatsu : Fille de Masayuki Sanada et grande sœur de Nobuyuki et Yukimura. Elle apparait en version enfant et adulte.

## Accueil
Samurai Warriors : Spirit of Sanada a reçu un accueil critique positif, Famitsu donnant un score de 35 sur 40 dans toutes les versions du jeu. Au cours de la première semaine de sortie au Japon, la version PS4 du jeu s'est vendue à 26 682 exemplaires physiques, se classant au quatrième rang parmi toutes les ventes de logiciels japonais au cours de cette semaine, tandis que la version PS Vita s'est vendue à 13 049 exemplaires physiques et la version PS3 à 11 040. copies physiques au détail.